# Donemiliaga
Donemiliaga (castellà San Millán) és un municipi d'Àlaba, de la Quadrilla de Salvatierra.

## Territori
Comprèn els llogarets de:
- Adana.
- Axpuru.
- Txintxetru.
- Egilatz
- Ordoñana
- Galarreta.
- Luzuriaga.
- Mezkia
- Munain
- Narbaxa
- Okariz
- Durruma
- Uribarri-Jauregi
- Bikuña
- Zuhatzu Donemiliaga

## Economia i societat
És un municipi eminentment rural. Prop del 50% de la població activa viu encara avui dia del sector primari, de l'agricultura i de la ramaderia. Els principals cultius del municipi són els cereals, la patata i el farratge per al bestiar. Altre sector important és la ramaderia. Una quarta part de la població treballa en la indústria. Dintre del municipi no hi ha establiments industrials d'importància, pel que els treballadors d'aquest sector es desplacen als municipis veïns d'Agurain i Asparrena, a treballar en els polígons industrials que aquí se situen. Aquests polígons estan molt prop de San Millán, especialment el de Asparrena, que és gestionat de forma mancomunada pels municipis de Asparrena i Donemiliaga.
En el sector serveis passa una cosa semblant. Aquest sector és pràcticament inexistent dintre del municipi, on apenás hi ha un alberg, un restaurant i un hostal-restaurant (situat a la vora de l'autovia N-1). Com tants municipis rurals d'Àlaba, ha sofert un despoblament molt significatiu. En 1920 la seva població va arribar un màxim de 2100 habitants, que va ser disminuint a causa de l'emigració fins a arribar a una mica menys de 700 en 1990. Des de llavors la població s'ha estabilitzat pràcticament. La major part de l'emigració es va dirigir a la ciutat de Vitòria. Per contra no hi ha hagut un flux immigratori molt significatiu, pel que la major part de la població de Donemiliaga és natural del municipi o de la comarca de la Planada Oriental. Aquesta despoblación del mitjà rural al llarg del segle XX per falta d'expectatives de treball va contribuir a una reducció del nombre d'explotacions agràries i a una concentració parcel·lària d'aquestes, el que ha contribuït a fer més viables i rendibles les explotacions d'aquells que es van quedar. La població es troba distribuïda de manera bastant uniforme entre els 15 llogarets que componen el municipi. El més poblat dels pobles, Durruma/Sant Román de San Millán, supera lleugerament els 100 habitants. Narbaxa s'acosta també als 100 habitants i Adana supera els 75. La resta dels pobles oscil·la entre els 20 habitants de Munain i els 50 de Galarreta.
La llengua d'ús habitual en el municipi és el castellà. Antigament es parlava euskera, però el seu ús es va perdre en el passat en una data incerta (probablement durant el segle xix). En els últims anys 25 anys s'ha recuperat parcialment l'ús de l'euskera gràcies a la seva introducció en l'ensenyament i al seu caràcter cooficial, per això part de la població, especialment en el sector més jove, és actualment bilingüe.
L'actual alcalde és David Lopez de Arbina Ruiz de Eguino d'EH Bildu. En les últimes eleccions autonòmiques celebrades en maig de 2011 la candidatura més votada va ser la d'EH Bildu amb el 41,3% dels vots, seguida del Partit Nacionalista Basc amb el 25,9%, l'ASMD (Agrupació San Millán Donemiliaga) amb un 16,5% i del PP amb l'11,2%.

## Història
El municipi de Donemiliaga té com antecedent històric la Germandat d'Egilaz, que agrupava a la major part dels pobles de l'actual municipi i que enfonsa les seves arrels en l'edat mitjana. Les germandats alabeses eren agrupacions de llogarets que signaven acords per al seu defensa i protecció mútua durant els tormentosos temps de les guerres de bàndols en la segona meitat del segle xiv. Solien prendre el nom de la població més important que formava aquesta germandat. Es coneixen les ordenances de la germandat que daten de 1360, encara que se sap que aquesta era anterior. La Germanor de Eguílaz va ser una de les 14 germanors que es van agrupar per a formar la província d'Àlaba. Estava composta per 12 pobles dividos en dues quadrilles: els de "dalt" i els de "baix". Els "de dalt" eren Aspuru, Galarreta, Luzuriaga, Narvaja, Erdoñana i Zuazo; mentre que els "de baix" eren Albeniz, Egilaz, Mezquía, Munaín, San Román de San Millán i Vicuña. Les poblacions restants de Donemiliaga, és a dir Adana, Chinchetru, Ocáriz i Ullíbarri-Jauregui s'integrarien posteriorment en la germanor. Així per exemple, Ulibarri-Jauregui va néixer com un raval del llogaret de Jáuregui (pertanyent a la germanor d'Iruraitz) que es va estendre per terrenys de la germanor veïna. De fet el nom Ulibarri significa en l'antic dialecte alabès de l'euskera vilanova.
Les juntes de la germanor es reunien una vegada a l'any per San Miguel en l'església de San Millán d'Ordoñana. Per aquest motiu amb el pas del temps la germanor passés a ser coneguda com a Germandat d'Egilaz i Junta de San Millán o simplement com Germandat de Donemiliaga, a causa del seu lloc de reunió. També ve d'aquí la tradicional capitalitat d'Ordoñana, encara que no es tracti de la població més important del municipi. Durant molt temps la germanor va dependre administrativament de la vila d'Agurain, que se situa al costat d'ella i a la jurisdicció de la qual van ser lliurades els llogarets de la germanor. No obstant això, després de diversos plets, la germanor es va emancipar de la vila. En el segle xix amb la reforma municipal, la germanor es va transformar en municipi, convertint-se els seus pobles en ajuntaments pedanies o concejos. En 1928, amb León Salinas com a alcalde, el poble de Albeniz, el més oriental del municipi, es va segregar de Donemiliaga i es va integrar en Asparrena. En 1958, San Román de San Millán va tractar de seguir els passos d'Albeniz, però aquesta vegada la petició va ser denegada.

## Personatges il·lustres
- Ernesto Ladrón de Guevara (1950-): dirigent d'Unidad Alavesa. Ex parlamentari basc membre de les Juntes Generals d'Àlaba.
- Juan Díaz de Garayo Ruiz de Argandoña (1821-1880), més conegut com "el Sacamantecas": va ser un cèlebre assassí en sèrie que aterroritzà la planada alabesa durant el segle xix. Se li van imputar 6 assassinats de dones i uns altres 4 intents frustrats. Tal fou la seva fama que es va convertir en un personatge del folklore popular, que és invocat quan es vol espantar als nens. Era natural d'Egilatz.
- Rafael Ladrón de Guevara (1952-): ciclista. Participà en els Jocs Olímpics d'Estiu de 1976 celebrats a Montreal.